# Micropterix tuscaniensis
Micropterix tuscaniensis és una espècie d'arna de la família Micropterigidae. Va ser descrita per Heath, l'any 1960.
És una espècie que només podem trobar a Itàlia, més concretament a la zona de la Toscana (d'on agafa el nom), Calabria, Puglia i Basilicata.
Té una envergadura de 3.4-4.3 mm pels mascles i de 3.7-4.7 mm per les femelles.